# Crowfoot-Gletscher
Der Crowfoot-Gletscher (englisch für „Krähenfuß-Gletscher“) ist ein Gletscher, der im Banff-Nationalpark in Alberta, der westlichsten der Prärieprovinzen Kanadas, gelegen ist.
Er ist etwa 32 km vom Lake Louise entfernt und kann vom Icefields Parkway gesehen werden. Der Gletscher liefert Wasser für den Bow River. Seit Ende der kleinen Eiszeit befindet sich der Gletscher im Rückgang. In den 1980er Jahren bedeckte er eine Fläche von etwa 1,5 km² und war Teil eines kleineren Eisfeldes mit einer Fläche von 5 km².